# Faaite
Faaite ist ein Atoll im Nordwesten des Tuamotu-Archipels im Pazifischen Ozean. Das Atoll liegt etwa 250 Kilometer östlich von Tahiti und 60 Kilometer nördlich des Atolls Anaa. Administrativ gehört es zu Französisch-Polynesien und dort zur Gemeinde Anaa.
Das ovalförmige Atoll weist eine Gesamtfläche von etwa 250 km² auf, wovon allerdings 227 km² auf die zentrale Lagune entfallen und lediglich 8,9 km² auf Land. Die restliche Fläche wird von Korallenriffen eingenommen. Die geringe Landfläche von Faaite verteilt sich auf zahlreiche Motus, insbesondere im Norden des Atolls. Nach dem Zensus von 2007 lebten 366 Menschen auf Faaite; Hauptort ist Hitianau.

## Geschichte
Für Europa entdeckt wurde das Atoll vermutlich im Jahre 1802 vom Briten John Turnbull, als gesichert gilt die Entdeckung durch den deutschbaltischen Seefahrer Fabian Gottlieb von Bellingshausen vom 16. Juli 1820. Er nannte die Insel „Miloradowitsch“ nach dem russischen General Michail Andrejewitsch Miloradowitsch.
Bedeutung erreichte das Atoll nach den „Bûchers de Faaite“-Geschehnissen: Am 2. September 1987 wurden 6 Menschen, darunter Kinder, bei lebendigen Leibe im Rahmen eines Exorzismus verbrannt. Die Bewohner der Insel glaubten, dass sie vom Teufel besessen waren.
1992 wurde ein Flugfeld auf der Insel eröffnet.